# August Gailit

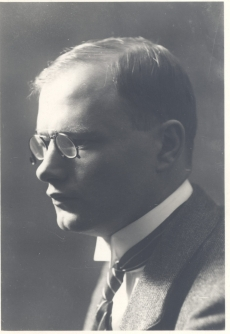
August Gailit

August Gailit (* 9. Januar 1891 in Kuiksilla, heute Dorf Lossiküla, Gemeinde Sangaste, Kreis Valga/Estland; † 5. November 1960 in Örebro/Schweden) war ein estnischer Schriftsteller.

## Leben
August Georg Gailit wurde als Sohn eines Zimmermanns bei Sangaste geboren und wuchs auf dem Gutshof von Laatre (heute Gemeinde Tõlliste) auf. Sein Vater war Lette oder ein lettisierter Live, seine Mutter Estin, deren Eltern jedoch weitgehend germanisiert waren, so dass der Junge praktisch viersprachig aufwuchs: Lettisch, Deutsch, Estnisch und Russisch. Dass er schließlich ein estnischer Schriftsteller wurde, war seine eigene bewusste Entscheidung.
Ab 1899 besuchte er die Kirchspiel- und Stadtschule von Valga sowie von 1905 bis 1907 die Städtische Schule in Tartu. Von 1911 bis 1914 arbeitete er als Journalist in Riga (Lettland, damals jedoch in der Provinz Livland und wie Estland Teil des Zarenreiches) und von 1916 bis 1918 in Estland. Im Estnischen Freiheitskrieg gegen Sowjetrussland nahm er als Kriegsberichterstatter teil.
1920 wurde er Presseattaché an der estnischen Botschaft in Riga. Von 1922 bis 1924 lebte August Gailit in Deutschland, Frankreich und Italien. Danach ließ er sich als freischaffender Schriftsteller in Tartu und ab 1934 in Tallinn nieder. Von 1932 bis 1934 war er Direktor des Opernhauses Vanemuine in Tartu.
1932 heiratete August Gailit die Schauspielerin Elvi Nander (1898–1981), 1933 wurde ihre Tochter Aili-Viktooria geboren.
Mit der Besetzung Estlands durch die Sowjetunion floh Gailit im September 1944 mit seiner Familie ins Exil nach Schweden, wo er als Schriftsteller tätig blieb.

## Schriftsteller
Im Mai 1917 gründete August Gailit gemeinsam mit Friedebert Tuglas, Marie Under, Artur Adson und Henrik Visnapuu die Literatengruppe Siuru, zu der später Johannes Semper als sechster hinzukam. Mit literarischen Auftritten und ihren teils erotischen und skandalösen Gedichten erregte die Gruppierung Aufsehen in ganz Estland. Auch Gailits frühe Prosa hat oft erotischen Inhalt. Die geschilderten Situationen und Charaktere sind oft drastisch oder grotesk dargestellt. Vor allem bis Mitte der 1920er Jahre lehnte sich Gailit stark an der Neoromantismus an; prägenden Einfluss auf sein Werk hatten Oswald Spengler und Knut Hamsun. Daneben war August Gailit als bekannter Feuilletonist tätig.
Sein berühmtester und erfolgreichster Roman ist Toomas Nipernaadi (1928, verfilmt 1983), der sich aus sieben Novellen zusammensetzt, von denen einige schon vorher in der Zeitschrift Looming erschienen waren. In diesem klassischen Schelmenroman wird die Geschichte von einem Schriftsteller, genannt Toomas Nipernaadi, erzählt, der sich Sommer für Sommer auf der Suche nach Inspiration auf die Wanderschaft begibt und erst im Spätherbst, sobald der erste Schnee das Land bedeckt, zu Frau und Familie zurückkehrt. Dabei lernt er junge Frauen kennen und bringt es durch seinen Charme, seine Phantasie und seine Fabulierlust jedes Mal so weit, dass sie sich in ihn verlieben. Kurz bevor etwas zwischen ihnen „passiert“ – zum Beispiel eine gemeinsame Flucht –, sucht Nipernaadi selbst jedoch das Weite. Trotzdem ist Nipernaadi kein herumstreunender Hochstapler, der Illusionen weckt und gebrochene Herzen zurücklässert. Vielmehr öffnet er den Frauen die Herzen und damit den Blick für anderes, für Alternativen, für Phantasien und Träume, kurz für eine andere Welt. Damit ist am Ende der Schwärmer Nipernaadi selbst das „Opfer“, denn er muss melancholisch in die Stadt zurück.
In seinen späteren Romanen spielten politische Themen eine immer größere Rolle. Der Roman Isade maa (1935) behandelt den estnischen Freiheitskrieg 1918–19. In seinem Roman Üle rahutu vee (erschienen 1951 in Göteborg) setzt sich Gailit auch mit dem tragischen Verlust seiner Heimat auseinander.

## Rezeption in Deutschland
August Gailit war nach Friedrich Reinhold Kreutzwald, dessen Märchensammlung 1869 in Halle erschien, der erste estnische Schriftsteller, der einen Verlag in Deutschland fand. Dadurch wurde er wichtig für die Rezeption der estnischen Literatur im deutschsprachigen Raum. Neben Jaan Kross und Anton Hansen Tammsaare gehört Gailit auch zu den meistübersetzten estnischen Autoren in Deutschland.

### Nippernaht und die Jahreszeiten
1931 erschien die – gekürzte – Übersetzung von Arthur Behrsing im zum Ullstein-Verlag gehörenden Propyläen-Verlag.

### Lied der Freiheit
Als zweiter Roman auf Deutsch kam 1938 Lied der Freiheit heraus. Er war übersetzt von Erna Pergelbaum und erschien im Breslauer W.G. Korn-Verlag. Da der Roman im estnischen Freiheitskrieg, der gegen die Rote Armee geführt wurde, spielt, passte das Thema ins Konzept der Nazis. 1944 wurde hiervon sogar eine so genannte „Frontbuchausgabe“ gedruckt, das heißt in engerem Satz und als Paperback, damit das Buch ins Soldatengepäck passte. Trotzdem ist auch dieser Roman humorvoll und stellenweise absurd und keineswegs ein Beispiel für Militärliteratur der Nazis.

### Die Insel der Seehundsjäger
1939 erschien die erste Übersetzung im Propyläen-Verlag, 1985 eine Neuübersetzung im Maximilian Dietrich Verlag (Memmingen) unter dem Titel Das rauhe Meer.

### Veröffentlichungen in Zeitschriften und Zeitungen
Wichtig für die Rezeption war auch die Publikation von Vorabdrucken in Zeitungen oder Novellen in Zeitschriften. So wurde der Nippernaht im Unterhaltungsblatt der Vossischen Zeitung in 28 Lieferungen gebracht (14. Oktober–12. November 1931, Nr. 241–268.)
Ein Jahr später erschien in der Zeitschrift Uhu (7/1932, S. 91–103), die ebenfalls zu Ullstein gehörte, Gailits Erzählung Petrus Kuppelwaar findet die richtige Frau. Eine Bauerngeschichte aus Estland. Als Übersetzer war hier wieder I.M. Trotzky angegeben, obwohl auch diese Übersetzung höchstwahrscheinlich von Arthur Behrsing stammte.

## Trivia
Bei Nippernaht und die Jahreszeiten ist als Übersetzer I.M. Trotzki, also der Vermittler, angegeben, obwohl die Übersetzung nachweislich von Arthur Behrsing angefertigt worden war. Es ist nicht ausgeschlossen – aber letztlich nicht nachzuweisen –, dass sich der Vermittler auf diese Weise seine Tätigkeit honorieren ließ.

## Werke
- "Kui päike läheb looja" (Erzählung, 1910)
- "Saatana karussell" (Novellensammlung, 1917)
- "Muinasmaa" (Roman, 1918)
- "Klounid ja faunid" (Feuilleton, 1919)
- "Rändavad rüütlid" (Novellensammlung, 1919)
- "August Gailiti surm" (Novellensammlung, 1919)
- "Purpurne surm" (Roman, 1924)
- "Idioot" (Novellensammlung, 1924)
- "Vastu hommikut" (Novellensammlung, 1926)
- "Aja grimassid" (Feuilleton, 1926)
- "Ristisõitjad" (Novellensammlung, 1927)
- "Toomas Nipernaadi" (Novellenroman, 1928; deutsch: Nippernaht und die Jahreszeiten, 1931)
- "Isade maa" (Roman, 1935; deutsch: Lied der Freiheit, 1938)
- "Karge meri" (Roman, 1938; deutsch: Die Insel der Seehundjäger, 1939; neu übersetzt Das rauhe Meer, 1985)
- "Ekke Moor" (Roman, 1941)
- "Leegitsev süda" (Roman, 1945)
- "Üle rahutu vee" (Roman, 1951)
- "Kas mäletad, mu arm?" (Prosa, 3 Bände, 1951–1959)

## Einzelbelege
1. ↑  Cornelius Hasselblatt: Geschichte der estnischen Literatur. Von den Anfängen bis zur Gegenwart. Berlin, New York: Walter de Gruyter 2006, S. 472–473.
2. ↑  Bernard Kangro Noor Gailit, in: August Gailit 1891-1960. Mälestusteos. Lund, 1961, S. 84.
3. ↑  Cornelius Hasselblatt: Estnische Literatur in deutscher Übersetzung. Eine Rezeptionsgeschichte vom 19. bis zum 21. Jahrhundert. Wiesbaden: Harrassowitz 2011, S. 121–131.
4. ↑  Cornelius Hasselblatt: Estnische Literatur in deutscher Sprache 1784-2003. Bibliographie der Primär- und Sekundärliteratur. Bremen: Hempen Verlag 2004, S. 38–39.